# Ohnivka, Volodîmîr-Volînskîi
Ohnivka (în ucraineană Охнівка) este un sat în comuna Bilîn din raionul Volodîmîr-Volînskîi, regiunea Volînia, Ucraina.

## Demografie
Componența lingvistică a localității Ohnivka
     Ucraineană (98,93%)
     Rusă (1,07%)
Conform recensământului din 2001, majoritatea populației localității Ohnivka era vorbitoare de ucraineană (98,93%), existând în minoritate și vorbitori de rusă (1,07%).